# سایمون پرایس
سایمون پرایس (انگلیسی: Simon Pryce؛ زادهٔ ۷ مارس ۱۹۷۲) یک موسیقی‌دان اهل استرالیا است.
وی از سال ۲۰۰۲ میلادی تاکنون مشغول فعالیت بوده‌است و از اعضا کنونی گروه موسیقی کودکان ویگلز است و پیش‌تر نیز به‌واسطهٔ مجموعه تلویزیونی «پادشاهیِ پارامیثی» (ویژه کودکان) شهرت داشت.
پدربزرگ و مادربزرگ سایمون پرایس هر دو، خوانندهٔ اپرا بودند و سایمون نیز خوانندگی را از سنین کودکی آغاز نمود. او فارغ‌التحصیل رشته تئاتر از دانشگاه سیدنی است و تجربه طولانی در زمینهٔ تئاتر موزیکال داشته است؛ از جمله حضور در گربه‌ها، «جادوگران ایست‌ویک» (جان آپدایک)، «شاهکار: موسیقی اندرو لوید وبر»، «اقیانوس آرام جنوبی» (به همراه «اپرا استرالیا») و «باشگاه سان‌شاین». او همچنین بیش از ۱۰۰ مرتبه در نسخهٔ استرالیایی شبح اپرا در نقش «شبح» ظاهر شد. سایمون در تعدادی مجموعه تلویزیونی و فیلم سینمایی نیز حضور داشته است که از آن میان می‌توان به «واترز رَت»، پرستاران و «هانت اِینجلز» اشاره نمود.
سایمون در سال ۲۰۰۳ بعنوان یکی از خوانندگان اصلی، به ویگلز پیوست و در برخی سی‌دی‌های آنها اجراهایی داشت. سپس از سال ۲۰۱۱ در تورهای موسیقی گروه، حضور دائمی پیدا کرد و عضو علی‌البدل «موری کوک» شد و سرانجام از ابتدای سال ۲۰۱۳ جایگزین «موری کوک» گردید و اینک ویگلزِ قرمزپوش است.